# Зейналов, Рафик Якубович
Рафик Якубович Зейналов (азерб. Rafiq Yaqub oğlu Zeynalov; 16 марта 1938, Баку — 5 сентября 2014, Баку) — советский азербайджанский журналист, профессор, доктор философии, генеральный директор «Азеринформа», председатель Союза Журналистов Азербайджанской ССР 1987-1988, депутат Верховного Совета Азербайджанской ССР двух созывов ( 1987-1995),государственный деятель, Секретарь ЦК Коммунистической Партии Азербайджанской ССР, Ректор Бакинского институт социального управления и политологии (БИСУП).

## Биография
Родился в Баку 16 марта 1938 года.
В 1956 году, после окончания средней школы № 132 города Баку, был принят в качестве оператора в Азербайджанский НИИ нефтедобычи.
В 1962 году он окончил факультет журналистики Азербайджанского Государственного Университета.
В 1969 году стал инструктором отдела пропаганды компартии.
После окончания Московской академии общественных наук в 1976 году, он защитил диссертацию по философии и был удостоен ученой степени кандидата наук.
Затем занимал должности заместителя заведующего отдела пропаганды компартии Азербайджана, директора «Азеринформа» (ныне «АзерТАдж»). Председатель Союза Журналистов Азербайджанской ССР (1987-1988), депутат Верховного Совета Азербайджанской ССР 
двух созывов (1987-1995). Зейналов был назначен секретарем ЦК Коммунистической партии Азербайджанской ССР по идеологическим вопросам.
Последней должностью Зейналова была должность ректора Бакинского институт социального управления и политологии, который был организован им на месте Высшей партийной школы (в 1999 году инстирут расформирован — на его базе создана Академия государственного управления при президенте Азербайджанской Республики).
Скончался 5 сентября 2014 года.